# Animal Crossing Plaza
Animal Crossing Plaza — це припинена безкоштовна free-to-play гра, розроблена та видана Nintendo для Wii U. Спіноф Animal Crossing: New Leaf  із серії Animal Crossing. Plaza було випущено як прив’язка до Miiverse, нині неіснуючої соціальної мережі Nintendo. Програма більше не підтримується Nintendo, і її було видалено з Nintendo eShop 22 грудня 2014 року.

## Ігровий процес
Animal Crossing Plaza дозволяла користувачам взаємодіяти з іншими гравцями гри для Nintendo 3DS Animal Crossing: New Leaf. Програма була схожа на Wara Wara Plaza від Nintendo і дозволяла користувачам публікувати повідомлення для інших гравців, отримувати новини та оновлення про New Leaf і брати участь в опитуваннях. Гра підключилася до New Leaf через SD-карту, дозволяючи гравцям публікувати та архівувати знімки екрана New Leaf, а також ділитися дизайном одягу в грі за допомогою QR-кодів. Користувачі також могли завантажувати публікації Plaza безпосередньо в соціальну мережу Nintendo Miiverse. Світ гри був населений неігровими персонажами із серії Animal Crossing, з якими користувачі могли взаємодіяти.

## Розробка
Animal Crossing Plaza було анонсовано на Nintendo Direct 7 серпня 2013 року та того ж дня випущено в цифровому вигляді в Nintendo eShop. Plaza була запланована як програма з обмеженим часом, і Nintendo заявила у своєму анонсі програми, що вона буде підтримуватися лише до кінця 2014 року.
8 грудня 2014 року Nintendo випустила заяву, в якій підтвердила, що припиняє поточну підтримку Plaza. Додаток було видалено з Nintendo eShop 22 грудня 2014 року, а можливість створювати нові публікації в додатку було видалено 31 грудня 2014 року. Plaza залишається доступною для користувачів, які завантажили програму до її видалення з eShop, хоча її соціальні функції більше не можна використовувати.